# Labastide-Saint-Sernin
Labastide-Saint-Sernin este o comună în departamentul Haute-Garonne din sudul Franței. În 2009 avea o populație de 1.778 de locuitori.

## Evoluția populației
| An        | 1975 | 1982 | 1990  | 1999  | 2006  | 2009  |
| --------- | ---- | ---- | ----- | ----- | ----- | ----- |
| Populație | 603  | 980  | 1.208 | 1.329 | 1.685 | 1.778 |

## Monumente

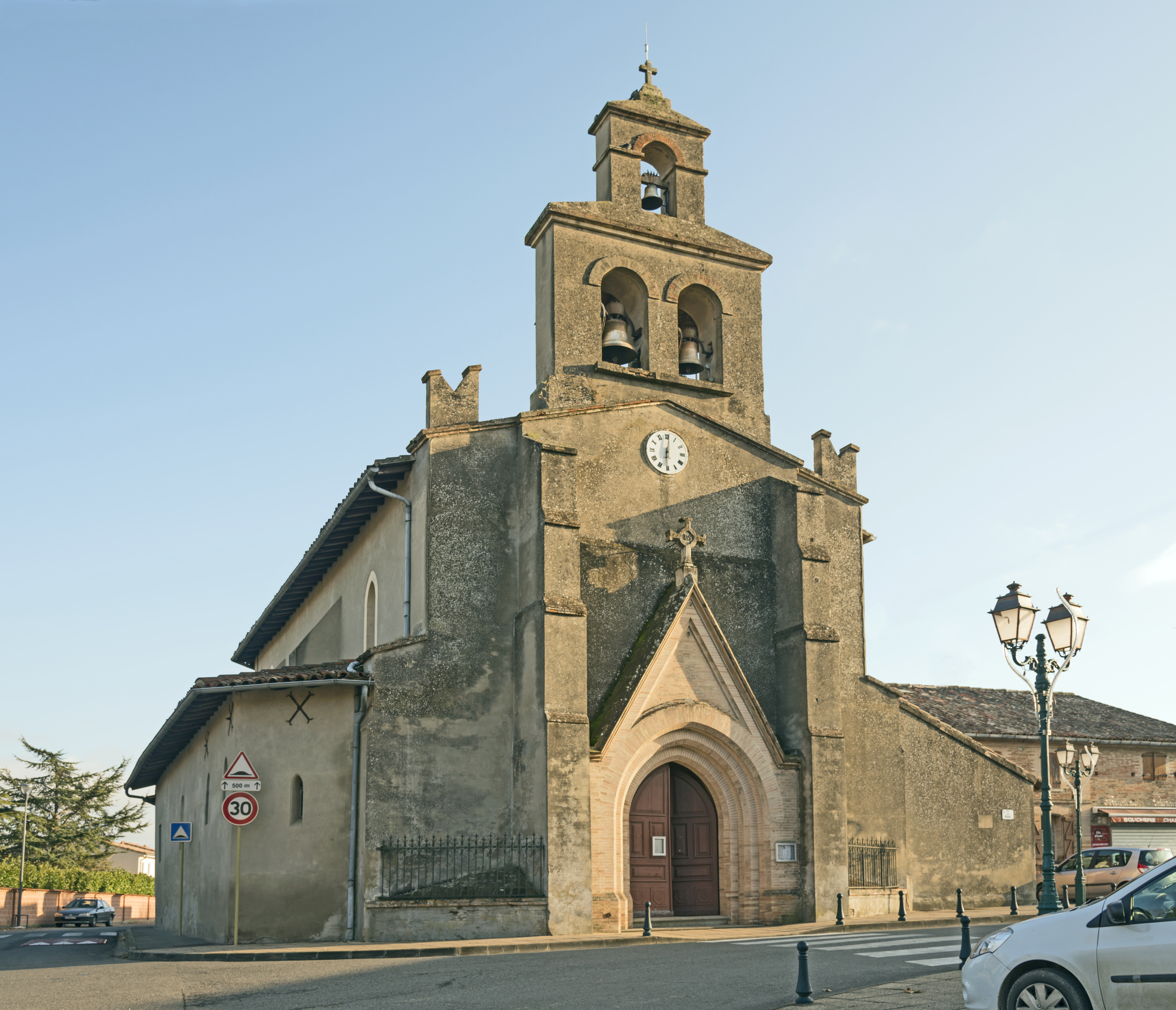
Biserica.
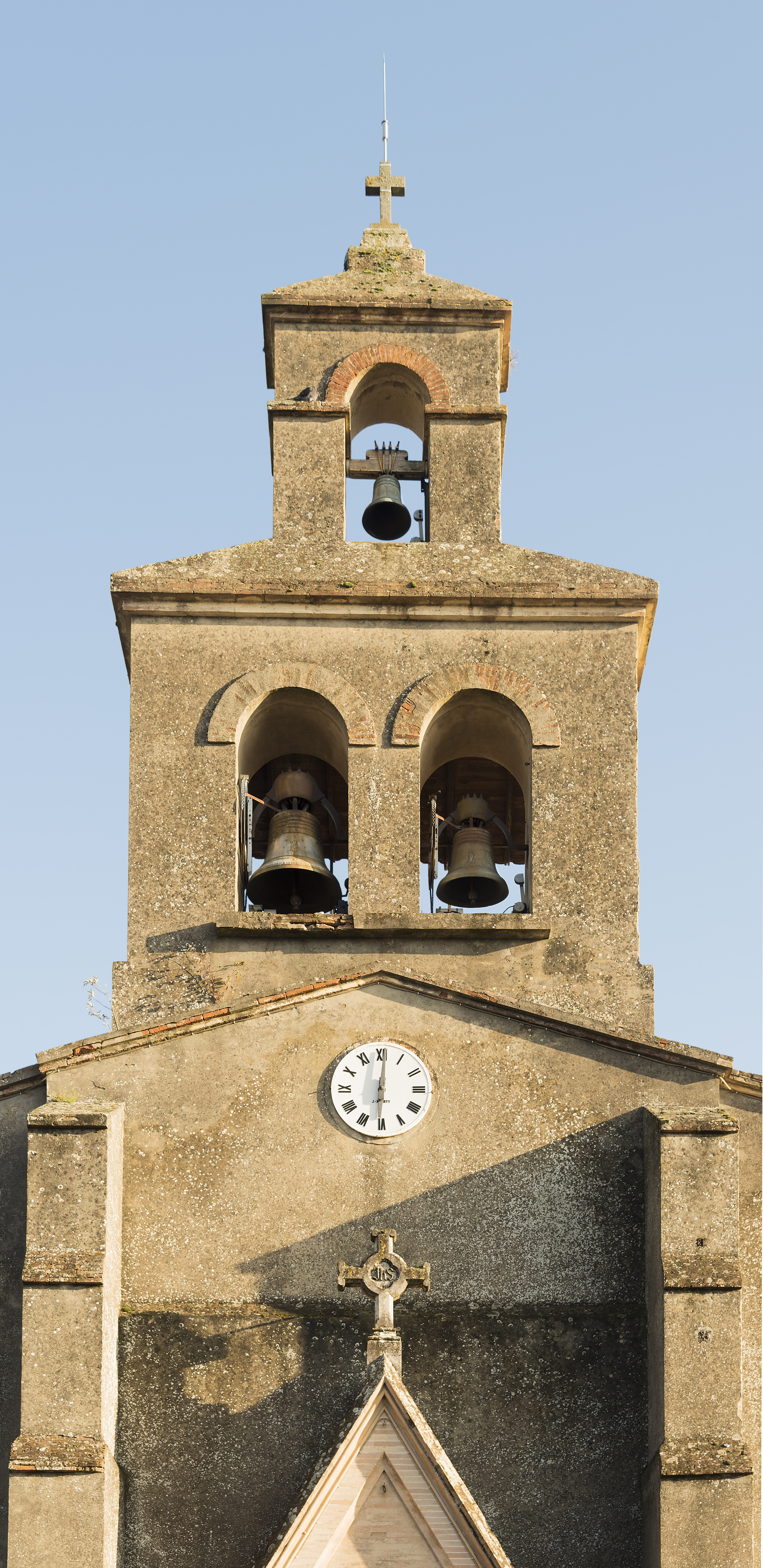
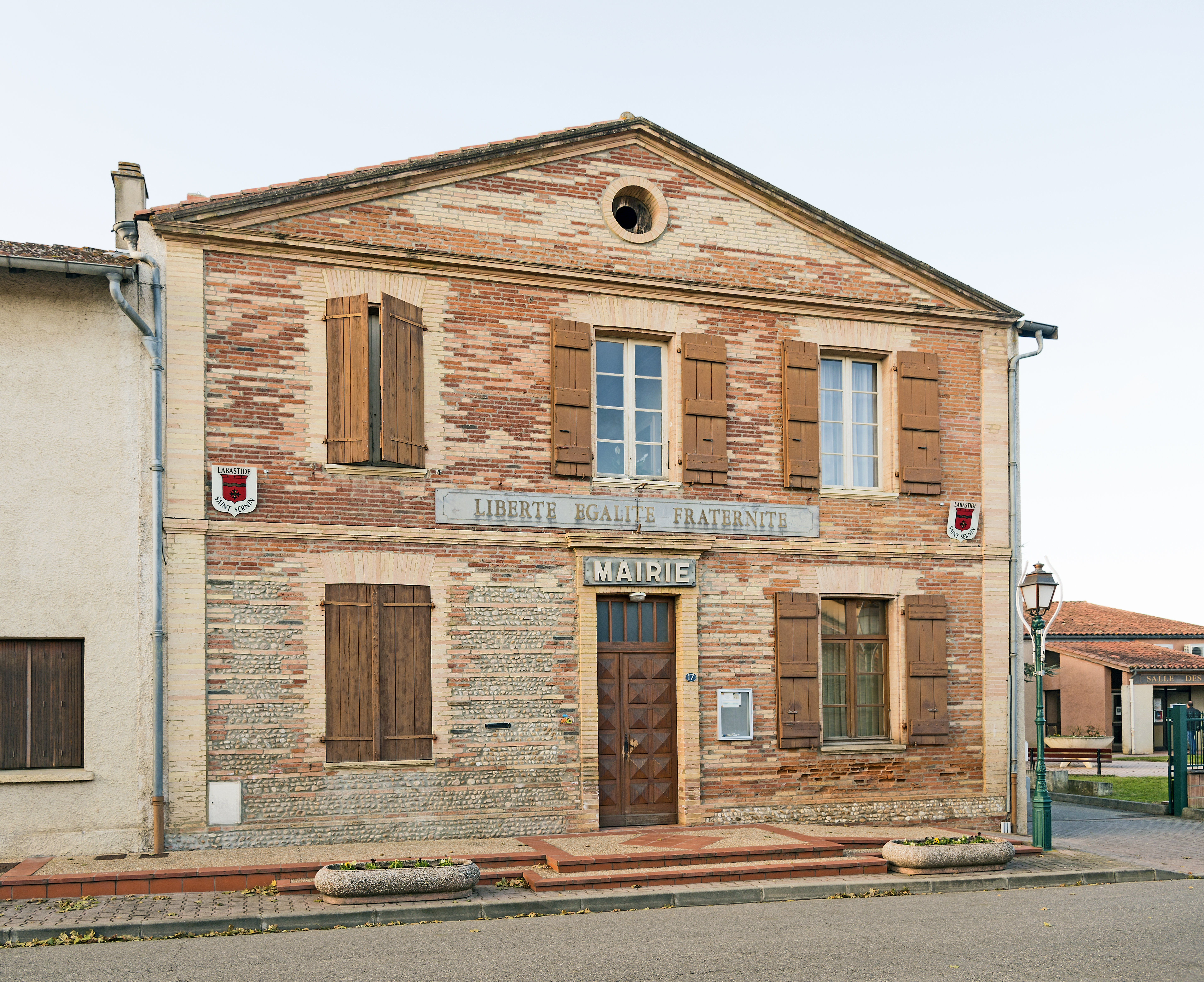
Primărie.